# Liste des séries parues dans le Bessatsu Shōnen Magazine
Cette page annexe liste l'ensemble des séries de manga étant ou ayant été prépubliées dans le magazine mensuel Bessatsu Shōnen Magazine de l'éditeur Kōdansha.

## Mode d'emploi et cadre de recherche
- Le tableau est triable.
  - Le tableau est, par défaut, affiché dans l'ordre d'apparition. Les 1re et 5e colonnes (« No  » et « Première publication ») trient dans le même ordre.
  - Les séries en cours apparaissent en fin de tableau si le tri est effectué selon la 6e colonne. Elles sont triées entre elles par ordre de première publication.
  - Des clés de tri en hiragana sont utilisées pour la 2de colonne.
  - Les 7e et 8e colonnes disposent d'un système de clés de tri afin de ne pas avoir de diacritique.
- Les 5e et 6e colonnes sont sous la forme « aaaa.nn » où « aaaa » désigne l'année et « nn » le numéro de la publication à prendre en compte.
  - S'il s'agit d'un numéro double, il apparait sous la forme « aaaa.nn/NN » où NN désigne le second numéro.
  - Une balise d'appel de références est automatiquement créée pour chaque année utilisée dans le tableau, il est toutefois nécessaire de créer la référence correspondante en fin de page.
- Deux couleurs sont utilisées dans le tableau pour signaler les manga en cours de publication lors de la dernière mise à jour :

|  | Manga en cours de publication le 9 mars 2022 ; |

|  | Manga transféré dans un autre magazine et encore en cours de publication le 9 mars 2022. |

- La 4e colonne (« Titre français ») n'est remplie que s'il existe un titre officiel en français choisi par un éditeur francophone.
- Les liens vers les articles en français se font dans la 4e colonne si elle est remplie, dans la 3e sinon.
- Les liens vers les articles en japonais n'existent que si l'article existe.
- Chaque année, groupe de hiragana ou lettre dispose d'une ancre. Après avoir trié selon ses désirs le tableau, il est possible de faire une recherche grâce au cadre ci-dessous.

| Type                    | Type                    | Liens                                                                                                 | Pour les colonnes                                                                           |
| ----------------------- | ----------------------- | --- | ------------------------------------------------------------------------------------------- |
| Par ordre chronologique | Par ordre chronologique | - 2009 2010 - 2011 - 2012 - 2013 - 2014 - 2015 - 2016 - 2017 - 2018 - 2019 2020 - 2021 - 2022         | No , Première publication, Dernière publication                                             |
| Par ordre chronologique | Par ordre chronologique | En cours                                                                                              | Dernière publication                                                                        |
| Titre                   | Par ordre numérique     | 0 à 9                                                                                                 | Titre japonais, Transcription, Traduction, Titre français, Auteur (dessinateur), Scénariste |
| Titre                   | Par ordre syllabaire    | - あ - か - さ - た - な - は - ま - や - ら - わ - ん                                                | Titre japonais                                                                              |
| Titre                   | Par ordre alphabétique  | - A - B - C - D - E - F - G - H - I - J - K - L - M N - O - P - Q - R - S - T - U - V - W - X - Y - Z | Transcription, Traduction, Titre français, Auteur (dessinateur), Scénariste                 |

## Liste
Liste des séries ayant été pré-publiées dans le magazine Bessatsu Shōnen Magazine.
| No    | Titre japonais                                             | Transcription                                           | Titre français                                 | Première publication | Dernière publication | Auteur (Dessinateur)   | Scénariste                   |
| ----- | ---------------------------------------------------------- | ------------------------------------------------------- | ---------------------------------------------- | -------------------- | -------------------- | ---------------------- | ---------------------------- |
| 000 c | んんん                                                     | zzzzz                                                   | 2009                                           | 2009.00              | 2009.00              | zzzzz                  | zzzzz                        |
| 001   | どうぶつの国                                               | Dōbutsu no kuni                                         | Animal Kingdom                                 | 2009.10              | 2014.03              | Makoto Raiku           | —                            |
| 002   | ぷあぷあ?                                                  | Puapua?                                                 | —                                              | 2009.10              | 2012.12              | Tohiro Konno           | —                            |
| 003   | 惡の華                                                     | Aku no hana                                             | Les Fleurs du mal                              | 2009.10              | 2014.06              | Shūzō Oshimi           | —                            |
| 004   | 超人学園                                                   | Chōjin gakuen                                           | —                                              | 2009.10              | 2013.01              | Yōsuke Kokuzawa        | —                            |
| 005   | ウィザードリィZEO                                          | Wizardy Zeo                                             | —                                              | 2009.10              | 2011.04              | Renji Fukuhara         | Keishi Iwahara               |
| 006   | そんな未来はウソである                                     | Sonna Mirai wa Uso de Aru                               | —                                              | 2009.10              | 2016.08              | Coharu Sakuraba        | —                            |
| 007   | バニラスパイダー                                           | Vanilla Spider                                          | —                                              | 2009.10              | 2010.12              | Yōichi Abe             | —                            |
| 008   | 嵐の伝説                                                   | Arashi no densetsu                                      | —                                              | 2009.10              | 2011.10              | Shō Satō               | —                            |
| 009   | 進撃の巨人                                                 | Shingeki no kyojin                                      | L'Attaque des Titans                           | 2009.10              | 2021.05              | Hajime Isayama         | —                            |
| 010   | 浪漫三重奏                                                 | Rōman sanjūsō                                           | —                                              | 2009.10              | 2012.07              | Bako Awa               | —                            |
| 011   | 天使のトビト                                               | Tenshi no Tobito                                        | —                                              | 2009.10              | 2010.05              | Takashi Kii            | —                            |
| 012   | 蓬莱ガールズ                                               | Hōrai Girls                                             | —                                              | 2009.10              | 2010.07              | Row Yamada             | —                            |
| 013   | ポチ                                                       | Pochi                                                   | —                                              | 2009.10              | 2010.04              | Maru Asakura           | —                            |
| 014   | 恋忍                                                       | Koi shinobu                                             | —                                              | 2009.10              | 2011.04              | Yoneko Takamoto        | —                            |
| 015   | じょしらく                                                 | Joshiraku                                               | Joshiraku                                      | 2009.10              | 2013.10              | Yasu                   | Kōji Kumeta                  |
| 016   | スズナリ! 〜あやなし甚吉奇聞録〜                           | Suzunari! - Ayanashi jinkichi kibunroku                 | —                                              | 2009.11              | 2010.03              | Shoko Ohmine           | —                            |
| 017   | マルドゥック・スクランブル                                 | Maruduku Sukuruburu                                     | Mardock Scramble                               | 2009.11              | 2012.06              | Yoshitoki Ooima        | Tow Ubukata                  |
| 018   | グリゴリ                                                   | Grigori                                                 | —                                              | 2009.11              | 2010.08              | Ryo Haruma             | —                            |
| 019   | カウントラブル                                             | Countrouble                                             | —                                              | 2009.12              | 2012.12              | Akinari Nao            | —                            |
| 019 c | んんん                                                     | zzzzz                                                   | 2010                                           | 2010.00              | 2010.00              | zzzzz                  | zzzzz                        |
| 020   | さんかれあ                                                 | Sankarea                                                | Sankarea : Adorable Zombie                     | 2010.01              | 2014.10              | Mitsuru Hattori        | —                            |
| 021   | 壬生義士伝                                                 | Mibu gishiden                                           | —                                              | 2010.02              | 2012.03              | Takumi Nagayasu        | Jiro Asada                   |
| 022   | キリキリ                                                   | Kirikiri                                                | —                                              | 2010.03              | 2010.11              | Harukichi Azuma        | —                            |
| 023   | ネコあね。                                                 | Neko Ane                                                | —                                              | 2010.04              | 2013.02              | Ippei Nara             | —                            |
| 024   | ラブプラス Rinko Days                                      | LovePlus: Rinko Days                                    | —                                              | 2010.05              | 2012.01              | Kōji Seo               | Konami Digital Entertainment |
| 025   | XXXHOLiC                                                   | xxxHOLiC                                                | xxxHOLiC                                       | 2010.07              | 2011.03              | Clamp                  | —                            |
| 026   | ネギほ(幼)文                                               | Negiho (ito) bun                                        | —                                              | 2010.10              | 2011.11              | Yui                    | Ken Akamatsu                 |
| 026 c | んんん                                                     | zzzzz                                                   | 2011                                           | 2011.00              | 2011.00              | zzzzz                  | zzzzz                        |
| 027   | 神さまの言うとおり                                         | Kamisama no Iutōri                                      | Jeux d'enfants                                 | 2011.03              | 2012.11              | Akeji Fujimura         | Muneyuki Kaneshiro           |
| 028   | 撃鉄の黒腕                                                 | Gekitetsu no kokuwan - Walpurgisnacht                   | —                                              | 2011.04              | 2012.05              | Yunika Shibata         | —                            |
| 029   | スイートプールサイド                                       | Sweet Poolside                                          | —                                              | 2011.05              | 2011.08              | Shūzō Oshimi           | —                            |
| 030   | 一路平安!                                                  | Ichiro heian!                                           | —                                              | 2011.06              | 2012.06              | Jin Kobayashi          | —                            |
| 031   | みつあみこ                                                 | Mitsuamiko                                              | —                                              | 2011.10              | 2013.04              | Momokichi Shirai       | —                            |
| 032   | マックミラン高校女子硬式野球部                             | Makku Miran kōkō joshi kyōshiki yakyūbu                 | —                                              | 2011.12              | 2013.02              | Tatsurō Suga           | —                            |
| 032 c | んんん                                                     | zzzzz                                                   | 2012                                           | 2012.00              | 2012.00              | zzzzz                  | zzzzz                        |
| 033   | 無重力コミュニケイション                                   | Mujūryoku communication                                 | —                                              | 2012.02              | 2013.07              | Ken Oojiba             | —                            |
| 034   | AKB0048 宇宙で一番ガチなヤツ!                              | AKB0048 - Uchū de ichiban gachi na yatsu!               | AKB0048                                        | 2012.03              | 2012.11              | Kenta Oshizaka         | —                            |
| 035   | カプリッチョ                                               | Capriccio                                               | —                                              | 2012.04              | 2013.07              | Mukku Fujitani         | —                            |
| 036   | 進撃!巨人中学校                                            | Shingeki! Kyojin chūgakkō                               | L'Attaque des Titans : Junior High School      | 2012.05              | 2016.08              | Saki Nakagawa          | Hajime Isayama               |
| 037   | 新世界より                                                 | Shinsekai yori                                          | Shin sekai yori                                | 2012.06              | 2014.07              | Tooru Oikawa           | Yūsuke Kishi                 |
| 038   | イクシオン サーガ                                          | Ixion Saga                                              | —                                              | 2012.11              | 2014.03              | Yūsaku Komiyama        | —                            |
| 039   | カオス・ウィザードと悪魔のしもべ                           | Chaos Wizard to akuma no shimobe                        | —                                              | 2012.08              | 2013.08              | Alfred Yamamoto        | —                            |
| 040   | ふらいんぐうぃっち                                         | Flying Witch                                            | —                                              | 2012.09              | —                    | Chihiro Ishizuka       | —                            |
| 041   | ベイビー・ワールドエンド                                   | Baby Worldend                                           | —                                              | 2012.10              | 2013.11              | Atsunori Horiuchi      | —                            |
| 042   | Half&half                                                  | Half&half                                               | —                                              | 2012.10              | 2015.06              | Kōji Seo               | —                            |
| 043   | イクシオン サーガ                                          | Ixion Saga                                              | —                                              | 2012.11              | 2013.06              | Yūsaku Komiyama        | —                            |
| 043 c | んんん                                                     | zzzzz                                                   | 2013                                           | 2013.00              | 2013.00              | zzzzz                  | zzzzz                        |
| 044   | ディアボロのスープ                                         | Diabolo no soup                                         | —                                              | 2013.01              | 2014.03              | Junpei Okazaki         | —                            |
| 045   | こもりちゃんはヤる気を出せ                                 | Komori-chan wa yaru ki o dase                           | —                                              | 2013.01              | 2014.08              | Tohiro Konno           | —                            |
| 046   | クーロンフィーユ                                           | Coulomb Fille                                           | —                                              | 2013.02              | 2014.03              | Kumichi Yoshizuki      | —                            |
| 047   | 君を回したい。                                             | Kimi wo mawashitai.                                     | —                                              | 2013.02              | 2014.01              |                        | —                            |
| 048   | ネムリノフチ                                               | Nemuri no fuchi                                         | —                                              | 2013.03              | 2014.01              | Ayumu Nakamura         | —                            |
| 049   | 聖戦ケルベロス～もう一人の英雄～                           | Seisen Cerberus - Mō hitori no eiyū                     | —                                              | 2013.04              | 2013.11              | Seijirō Narumi         | —                            |
| 050   | GRINGO 2061                                                | Gringo 2061                                             | —                                              | 2013.04              | 2013.12              | Keisuke Noguchi        | —                            |
| 051   | 不死身ラヴァーズ                                           | Fujimi Lovers                                           | —                                              | 2013.05              | 2014.03              | Yuna Takagi            | —                            |
| 052   | 橙は、半透明に二度寝する                                   | Daidai wa, hantoumei ni nidonesuru                      | —                                              | 2013.05              | 2015.12              | Yōishi Abe             | —                            |
| 053   | 放課後ソードクラブ                                         | Hōkago Sword Club                                       | —                                              | 2013.06              | 2014.06              | Kōhei Nagashii         | —                            |
| 054   | 将棋の渡辺くん                                             | Shōgi no Watanabe-kun                                   | —                                              | 2013.06              | —                    | Megumi Ina             | —                            |
| 055   | D.D.D.                                                     | D.D.D.                                                  | —                                              | 2013.07              | 2014.08              | Misen Tokugawa         | —                            |
| 056   | アルスラーン戦記                                           | Arslan Senki                                            | The Heroic Legend of Arslân                    | 2013.08              | —                    | Hiromu Arakawa         | Yoshiki Tanaka               |
| 057   | 大好き吉村さん                                             | Daisuki Imura-san!                                      | —                                              | 2013.08              | 2014.04              | Yoshimurayoku Sandaime | —                            |
| 058   | マビノギ                                                   | Mabinogi                                                | —                                              | 2013.09              | 2014.08              | Masakari Torau         | NEXON                        |
| 059   | マックミランの女子野球部                                   | Macmillan no Joshi Yakyūbu                              | —                                              | 2013.10              | 2014.02              | Tatsurō Suga           | —                            |
| 060   | 中村小江戸と大豆恵亮はうまくいかない                       | Nakamura Koedo to Daizu Keisuke wa Umaku Ikanai         | —                                              | 2013.10              | 2015.04              | Masaya Takase          | —                            |
| 061   | 魔乙女たちのエデン                                         | Maotome-tachi no Eden                                   | —                                              | 2013.11              | 2014.07              | Nobutaka Shinya        | Hikaru Sugii                 |
| 062   | アビス                                                     | Abyss                                                   | —                                              | 2013.12              | 2017.02              | Ryūhaku Nagata         | —                            |
| 063   | トータスデリバリー                                         | Tortoise Delivery                                       | —                                              | 2013.12              | 2014.09              | Aki Shimizu            | —                            |
| 063 c | んんん                                                     | zzzzz                                                   | 2014                                           | 2014.00              | 2014.00              | zzzzz                  | zzzzz                        |
| 064   | トモダチゲーム                                             | Tomodachi Game                                          | —                                              | 2014.01              | —                    | Yūki Satō              | Mikoto Yamaguchi             |
| 065   | 寸劇の巨人                                                 | Sungeki no Kyojin                                       | Spoof on Titans                                | 2014.01              | 2015.05              | hounori                | Hajime Isayama               |
| 066   | リアルアカウント                                           | Real Account Part 1                                     | —                                              | 2014.02              | 2014.10              | Shizumu Watanabe       | Okusō                        |
| 067   | 真人キエッタ                                               | Shinjin Quietta                                         | —                                              | 2014.03              | 2014.12              | Hitoshi Torikai        | —                            |
| 068   | ビービー ドット ヘル                                       | BB.HELL                                                 | —                                              | 2014.04              | 2015.04              | Rei Watari             | —                            |
| 069   | がんばる!ストーカー                                        | Ganbaru! Stalker                                        | —                                              | 2014.04              | 2015.09              | Hiroaki Itō            | —                            |
| 070   | CARRIER:キャリアー                                         | Carrier                                                 | —                                              | 2014.04              | 2014.08              | NAVAR                  | —                            |
| 071   | ナイトぼっち                                               | Knight Bocchi                                           | —                                              | 2014.05              | 2015.05              | Keisuke Matsuoka       | —                            |
| 072   | 百年戦記 ユーロ・ヒストリア                                | Hyakunen Senki - Euro Historia                          | —                                              | 2014.05              | 2015.03              | Toshihisa Kube         | CAPCOM                       |
| 073   | フジキュー!!!〜Fuji Cue's Music〜                          | Fujicue!!! - Fujicue's Music                            | —                                              | 2014.06              | 2016.06              | Shōichi Taguchi        | —                            |
| 074   | 男三女四                                                   | Dansan Joshi                                            | —                                              | 2014.06              | 2017.01              | Asato Mizu             | —                            |
| 075   | ねこたん。                                                 | Nekotan.                                                | —                                              | 2014.06              | 2016.08              | Tsuyoshi Ōhashi        | —                            |
| 076   | かつて神だった獣たちへ                                     | Katsute kamidatta kemono-tachi e                        | To the Abandoned Sacred Beasts                 | 2014.07              | —                    | MAYBE                  | —                            |
| 077   | チェインクロニクル クリムゾン                              | Chain Chronicle Crimson                                 | —                                              | 2014.07              | 2015.08              | Junpei Okazaki         | SEGA                         |
| 078   | DRY ＆ HEAVY                                               | '                                                       | —                                              | 2014.08              | 2015.05              | Yū Masuko              | —                            |
| 079   | それでも僕は君が好き                                       | Soredemo Boku wa Kimi ga Suki                           | —                                              | 2014.08              | 2015.05              | Nao Emoto              | Hsu Yuting                   |
| 080   | 学戦都市アスタリスク外伝 クインヴェールの翼                | Gakusen Toshi Asterisk Gaiden - Queen Veil no Tsubasa   | —                                              | 2014.09              | 2016.10              | Shō Akane              | Yū Miyazaki                  |
| 081   | 徒然チルドレン                                             | Tsurezure Chirudoren                                    | Tsurezure Children                             | 2014.09              | 2015.04              | Toshiya Wakabayashi    | —                            |
| 082   | 迷え!七つの大罪学園!                                       | Mayoe! Nanatsu no taizai gakuen!                        | —                                              | 2014.09              | 2016.11              | Jūichi Kugi            | Nakaba Suzuki                |
| 083   | アポロにさよなら                                           | Apollo ni Sayonara - Let's Go Home!                     | —                                              | 2014.10              | 2015.07              | Aoi Michiyuki          | —                            |
| 084   | アンデッドのソル                                           | Undead no Sol                                           | —                                              | 2014.11              | 2015.08              | Yuma Natsukawa         | —                            |
| 085   | 嗤う石                                                     | Warau Ishi                                              | —                                              | 2014.12              | 2016.02              | Keiichirō Arita        | —                            |
| 085 c | んんん                                                     | zzzzz                                                   | 2015                                           | 2015.00              | 2015.00              | zzzzz                  | zzzzz                        |
| 086   | ハピネス                                                   | Happiness                                               | —                                              | 2015.03              | 2019.04              | Shūzō Oshimi           | —                            |
| 087   | ペルソナQ シャドウ オブ ザ ラビリンス Side:P3              | Persona Q - Shadow of the Labyrinth - Side: P3          | Persona Q: Shadow of the Labyrinth - Side : P3 | 2015.03              | 2015.12              | Sō Tobita              | Atlus                        |
| 088   | 彼女はろくろ首                                             | Kanojo wa Rokurokubi                                    | —                                              | 2015.04              | 2017.01              | Zui Nieki              | —                            |
| 089   | 赤橙                                                       | Sekitō                                                  | —                                              | 2015.05              | 2016.06              | Ryō Ogawa              | Takeshi Oobe                 |
| 090   | CHANGE-R                                                   | '                                                       | —                                              | 2015.06              | 2016.02              | Nito Ueno              | —                            |
| 091   | 忍のBAN                                                    | Shinobi no Ban                                          | —                                              | 2015.07              | 2016.03              | Yōsuke Kokuzawa        | —                            |
| 092   | アホガール                                                 | Aho gāru                                                | Aho Girl                                       | 2015.07              | 2018.01              | Hiroyuki               | —                            |
| 093   | 寄宿学校のジュリエット                                     | Kishuku gakkō no Juliet                                 | Romio vs Juliet                                | 2015.08              | 2017.07              | Yōsuke Kaneda          | —                            |
| 094   | 大攻者ナギ                                                 | Daikōsha Nagi                                           | —                                              | 2015.09              | 2016.05              | Hironobu Katō          | —                            |
| 095   | 進撃の巨人 LOST GIRLS                                      | Shingeki no Kyojin: Lost Girls                          | L'Attaque des Titans: Lost Girls               | 2015.09              | 2016.06              | Ryōsuke Fuji           | Hajime Isayama               |
| 096   | 金のタマゴ                                                 | Kin no Tamago                                           | —                                              | 2015.10              | 2017.03              | Katsuwo                | —                            |
| 097   | 女王陛下の補給線                                           | Queen's Logistics                                       | —                                              | 2015.12              | 2017.01              | Takesi Kawaguchi       | —                            |
| 097 c | んんん                                                     | zzzzz                                                   | 2016                                           | 2016.00              | 2016.00              | zzzzz                  | zzzzz                        |
| 098   | 29歳独身中堅冒険者の日常                                   | 29-sai Hitorimi Chūken Bōkensha no Nichijō              | —                                              | 2016.02              | —                    | Ippei Nara             | —                            |
| 099   | ダンガンロンパ害伝 キラーキラー                            | Killer Killer                                           | Danganronpa                                    | 2016.04              | 2017.05              | Mitomo Sasako          | Spike Chunsoft               |
| 100   | BUSTER DRESS                                               | '                                                       | —                                              | 2016.05              | 2018.02              | Ryūichi Sadamatsu      | —                            |
| 101   | 仁王〜金色の侍〜                                           | Nioh: Konjiki no Samurai                                | Nioh: The Golden Samurai                       | 2016.06              | 2017.05              | Yōsuke Katayama        | —                            |
| 102   | 100万の命の上に俺は立っている                              | I'm Standing on a Million Lives                         | —                                              | 2016.07              | —                    | Akinari Nao            | Naoki Yamakawa               |
| 103   | 魔王遭難中!!!                                              | Maō Sōnanchu!!!                                         | —                                              | 2016.07              | 2017.10              | Marimo Enda            | —                            |
| 104   | リュウグウノツカイ                                         | Ryūgū no Tsukai                                         | —                                              | 2016.08              | 2017.04              | Shin Hirohashi         | —                            |
| 105   | 堕イドル                                                   | Die Dol                                                 | —                                              | 2016.09              | 2017.05              | Aki Yamaguchi          | Gakukirio                    |
| 106   | 毒頭                                                       | Doku atama                                              | —                                              | 2016.10              | 2017.06              | Itora                  | —                            |
| 107   | メダ子さんの恋スル侵略計画                                 | Medako's love sul invasion plan                         | —                                              | 2016.10              | 2017.09              | Tera Terada            | Nayutalien                   |
| 108   | UQ HOLDER!                                                 | '                                                       | UQ Holder!                                     | 2016.11              | —                    | Ken Akamatsu           | —                            |
| 109   | 将来的に死んでくれ                                         | Shōraiteki ni Shinde Kure                               | —                                              | 2016.11              | 2019.11              | Chihiro Nagato         | —                            |
| 110   | 熊西美術部らふすけ先輩                                     | Rough Sketch Senpai                                     | —                                              | 2016.12              | 2018.02              | Onio                   | —                            |
| 111   | バウンダー〜最強の少年・項羽〜                             | Bounder ~ Saikyō no Shōnen Kō U                         | —                                              | 2016.12              | 2017.08              | Takumi Ooyama          | —                            |
| 111 c | んんん                                                     | zzzzz                                                   | 2017                                           | 2017.00              | 2017.00              | zzzzz                  | zzzzz                        |
| 112   | 荒ぶる季節の乙女どもよ。                                   | Araburu kisetsu no otome-domo yo.                       | —                                              | 2017.01              | 2019.10              | Nao Emoto              | Mari Okada                   |
| 113   | ドラゴンズドグマ リヴァイブス                              | Dragon's Dogma Revives                                  | —                                              | 2017.02              | 2017.11              | Yumiya Tashiro         | CAPCOM                       |
| 114   | 栄光のギャロップ                                           | Eikō no Galop                                           | —                                              | 2017.02              | 2017.10              | Seijirō Narumi         | —                            |
| 115   | 青春奇人伝! 240学園                                        | Seishun Kijinden! 240 Gakuen                            | —                                              | 2017.03              | 2018.12              | Mochi Shiba            | Nishio Ishin                 |
| 116   | 君が死ぬ夏に                                               | Kimi ga Shinu Natsu ni                                  | —                                              | 2017.04              | 2018.08              | Ken Ooshiba            | —                            |
| 117   | ギャングキング                                             | Gang King                                               | —                                              | 2017.04              | 2017.10              | Daiju Yanauchi         | —                            |
| 118   | 世界か彼女か選べない                                       | Sekai ka Kanojo ka Erabenai                             | —                                              | 2017.05              | 2020.09              | Attsun                 | —                            |
| 119   | ちびドラ!                                                  | Chibi Dora!                                             | —                                              | 2017.06              | 2018.02              | Chiyu Miyamoto         | —                            |
| 120   | 鉤月のオルタ                                               | Kagitsuki no Alter                                      | —                                              | 2017.07              | 2018.04              | Ryū Asahi              | —                            |
| 121   | 僕の彼女は最高です!                                        | Boku no Kanojo wa Saikō desu!                           | —                                              | 2017.07              | 2019.06              | Tadami Takada          | —                            |
| 122   | 偉人ゲーム!!                                               | Great Man Game                                          | —                                              | 2017.08              | 2018.04              | Hironobu Katō          | —                            |
| 123   | Ｆａｔｅ／Ｇｒａｎｄ Ｏｒｄｅｒ－ｔｕｒａｓ ｒｅａｌｔａ－ | Fate/Grand Order -turas réalta-                         | —                                              | 2017.09              | —                    | Takeshi Kawaguchi      | Type-Moon                    |
| 124   | アリシアさんのダイエットクエスト                           | Alicia-san no Diet Quest                                | —                                              | 2017.09              | 2019.02              | Aoi Fujiwara           | —                            |
| 125   | 赤ずきんの狼弟子                                           | Akazukin no Ookami Deshi                                | —                                              | 2017.10              | 2019.01              | Sayaka Mogi            | —                            |
| 126   | たのしいたのししま                                         | Tanoshii Tanoshishima                                   | —                                              | 2017.10              | 2018.10              | Daioki                 | —                            |
| 127   | テンジュの国                                               | Tenju no Kuni                                           | —                                              | 2017.11              | 2019.11              | Ichimon Izumi          | —                            |
| 128   | 超能力少女も手に負えない!                                  | Chōnōryoku Shōjo mo Te ni Oenai!                        | —                                              | 2017.12              | 2018.10              | Rikito Nakamura        | —                            |
| 128 c | んんん                                                     | zzzzz                                                   | 2018                                           | 2018.00              | 2018.00              | zzzzz                  | zzzzz                        |
| 129   | あかまつ                                                   | Akamatsu                                                | —                                              | 2018.01              | 2019.02              | Rubi Sakui             | —                            |
| 130   | 僕は殺人犯、生きる価値証明します                           | Boku wa Satsujinhan, Ikiru Kachi Shōmei Shimasu         | —                                              | 2018.04              | 2018.06              | Toshito Sugiyama       | —                            |
| 131   | 丹沢すだちが此処にイル!                                    | Tanzawa Sudachi ga Koko ni Iru!                         | —                                              | 2018.05              | 2019.05              | Aiko Gakubuchi         | —                            |
| 132   | 純とかおる                                                 | Jun and Kaoru: Pure and Fragrant                        | —                                              | 2018.06              | 2021.10              | Zui Nieki              | —                            |
| 133   | 進撃!巨人高校 〜青春!となりのマーレ学園〜                  | Shingeki! Kyojin Koukou: Seishun! Tonari no Mare Gakuen | —                                              | 2018.07              | 2018.09              | Saki Nakagawa          | Hajime Isayama               |
| 134   | 水は海に向かって流れる                                     | Mizu wa Umi ni Mukatte Nagareru                         | —                                              | 2018.09              | 2020.08              | Rettō Tajima           | —                            |
| 135   | リアルアカウント                                           | Real Account Part 3                                     | —                                              | 2018.09              | 2019.12              | Shizumu Watanabe       | Okusō                        |
| 136   | 赫のグリモア                                               | Aka no Grimoire                                         | —                                              | 2018.10              | 2020.12              | A.10                   | —                            |
| 137   | いぐのべる〜モテるための1000の科学〜                       | Ig Nobel: Moteru Tame no 1000 no Kagaku                 | —                                              | 2018.12              | 2019.09              | Katsura Takada         | biki                         |
| 138   | ゲソコン探偵                                               | Gesokon Tantei                                          | —                                              | 2018.12              | 2019.08              | Ito Momoi              | Karin Sora                   |
| 138 c | んんん                                                     | zzzzz                                                   | 2019                                           | 2019.00              | 2019.00              | zzzzz                  | zzzzz                        |
| 139   | 魔王さまの抜き打ちダンジョン視察                           | Maō-sama no Nukiuchi Danjon Shisatsu                    | —                                              | 2019.01              | 2020.04              | Shun Tatenokawa        | —                            |
| 140   | 兄ちゃんの弟                                               | Nii-chan no Otōto                                       | —                                              | 2019.01              | —                    | Koharu Sakuraba        | —                            |
| 141   | 東京傭兵株式会社                                           | Tōkyō Yōhei Kabushikigaisha                             | —                                              | 2019.03              | 2019.12              | Kōhei Uchida           | —                            |
| 142   | 异形爱好狂商会                                             | FREAKS FREAK COMPANY                                    | —                                              | 2019.04              | 2020.02              | Suguru Shibama         | —                            |
| 143   | Fairy gone フェアリーゴーン                                | Fearī Gōn                                               | Fairy Gone                                     | 2019.05              | 2020.01              | Ryōsuke Fuji           | —                            |
| 144   | 二ノ国 〜光の後継者と猫の王子〜                            | '                                                       | Ni no Kuni: Hikari no Kōkeisha to Neko no Ōji  | 2019.05              | 2020.02              | Ran Kuze               | Level-5                      |
| 145   | 神威事変                                                   | Kamoi Jihen                                             | —                                              | 2019.06              | 2020.04              | Naoe Akiyama           | —                            |
| 146   | ユグドラシルバー                                           | Yugudora Shirubaa                                       | —                                              | 2019.07              | 2020.03              | Tarō Karaage           | —                            |
| 147   | おりたたぶ                                                 | Oritatabu                                               | —                                              | 2019.08              | 2021.07              | Konchiki               | —                            |
| 148   | ひゆみの田舎道                                             | Hiyumi's Country Road                                   | —                                              | 2019.08              | 2020.09              | Umao Saito             | —                            |
| 149   | チャンドラハース                                           | Chand Ra Has                                            | —                                              | 2019.10              | 2021.01              | Yuki Monji             | —                            |
| 149 c | んんん                                                     | zzzzz                                                   | 2020                                           | 2020.00              | 2020.00              | zzzzz                  | zzzzz                        |
| 150   | 23区東京マジョ                                             | 23-Wards Tokyo Majo                                     | —                                              | 2020.01              | 2020.09              | Hisashi Haida          | —                            |
| 151   | 神様はラケットを振らない                                   | Kami-sama wa Racket o Furanai                           | —                                              | 2020.03              | 2021.02              | Rin Maruyama           | Yūsuke Shida                 |
| 152   | 十字架のろくにん                                           | Jūjika no Rokunin                                       | —                                              | 2020.04              | 2021.02              | Shiryū Nakatake        | —                            |
| 153   | らすときす                                                 | Last Kiss                                               | —                                              | 2020.04              | 2021.05              | Akira Nakajima         | —                            |
| 154   | おかえりアリス                                             | Okaeri Alice                                            | —                                              | 2020.05              | —                    | Shuzo Oshimi           | —                            |
| 155   | マッスルグリル THE COMIC                                   | Muscle Grill the Comic                                  | —                                              | 2020.05              | —                    | Yūki Kame              | —                            |
| 156   | 4人はそれぞれウソをつく                                    | 4-nin wa Sorezore Uso wo Tsuku                          | —                                              | 2020.05              | —                    | Madoka Kashihara       | —                            |
| 157   | また来てね シタミさん                                      | Mata Kite ne Shitami-san                                | —                                              | 2020.06・07          | 2021.05              | Hirota Takahara        | Juntarō Aoki                 |
| 158   | 神獣医                                                     | Sinz Yūi                                                | —                                              | 2020.08              | 2021.05              | Atsunori Horiuchi      | Saku Kobayashi               |
| 159   | 命がけでも足りないのさ                                     | Inochi gake demo Tarinai no sa                          | —                                              | 2020.10              | 2021.06              | Ken Ooshiba            | —                            |
| 160   | 怨嗟の禊                                                   | Ensa no Kusabi                                          | —                                              | 2020.10              | 2021.07              | Taro Tsubaki           | —                            |
| 161   | 暁の屍狩                                                   | Akatsuki no Kabanegari                                  | —                                              | 2020.11              | 2021.10              | Aki Hinosaka           | —                            |
| 162   | 最果て寮のベネトナシュ                                     | Saihate Ryō no Benetnash                                | —                                              | 2020.12              | 2021.09              | Saiya Ookuma           | —                            |
| 162 c | んんん                                                     | zzzzz                                                   | 2021                                           | 2021.00              | 2021.00              | zzzzz                  | zzzzz                        |
| 163   | 杖と剣のウィストリア                                       | Tsue to Tsurugi no Wistoria                             | —                                              | 2021.01              | —                    | Toshi Aoi              | Fujino Oomori                |
| 164   | ダイロクセンス                                             | Dairoku Sense                                           | —                                              | 2021.02              | —                    | Chihiro Nagato         | —                            |
| 165   | 姫騎士は蛮族の嫁                                           | Hime Kishi wa Barbaroi no Yome                          | —                                              | 2021.01              | —                    | Noriaki Kotoba         | —                            |
| 166   | オリエント                                                 | Oriento                                                 | Orient - Samurai Quest                         | 2021.03              | —                    | Shinobu Ohtaka         | —                            |
| 167   | 金の糸                                                     | Kin no Ito                                              | —                                              | 2021.03              | 2021.12              | Katsura Inazuma        | —                            |
| 168   | 菌と鉄                                                     | Kin to Tetsu                                            | —                                              | 2021.04              | —                    | Ayaka Katayama         | —                            |
| 169   | 新本格魔法少女りすか                                       | Shin Honkaku Mahō Shōjo Risuka                          | —                                              | 2021.05              | —                    | Nao Emoto              | Nisio Isin                   |
| 170   | 柊さんちの吸血事情                                         | Hiiragi-san Chi no Kyūketsu Jijō                        | —                                              | 2021.11              | —                    | Miki Yoshikawa         | —                            |
| 170 c | んんん                                                     | zzzzz                                                   | 2022                                           | 2022.00              | 2022.00              | zzzzz                  | zzzzz                        |
| 171   | 召喚する世界                                               | Shōkan Suru Sekai                                       | —                                              | 2022.03              | —                    | Yūki Kodama            | —                            |
| 172   | 託児城のオルベイル                                         | Takujijō no Orbeil                                      | —                                              | 2022.04              | —                    | Kensuke Nanatsukado    | —                            |
| 173   | 八乙女×２                                                  | Yaotome × 2                                             | —                                              | 2022.6               | —                    | Tozen Ujiie            | —                            |